# Феодор (Бубнюк)
Митрополит Фёдор (укр. Митрополит Федір в миру Валенти́н Леони́дович Бубню́к укр. Валентин Леонідович Бубнюк; род. 21 июля 1978, Липно, Волынская область) — архиерей Православной церкви Украины (с 2019).
Ранее — архиерей Украинской православной церкви Киевского патриархата, архиепископ Полтавский и Кременчугский (2006—2018).

## Биография
Родился 21 июля 1978 года в селе Липно, на Волыне, в семье учителей.
В 1995 года окончил среднюю школу I—III ступеней в Липно и в том же году поступил в Волынскую духовную семинарию (УПЦ КП). В 1999 году окончил семинарию и поступил в Киевской духовную академию УПЦ КП.
6 мая 1999 года митрополитом Луцким и Волынским Иаковом (Панчуком) был рукоположён в сан диакона, а 23 мая того же года — в сан пресвитера и с июня по ноябрь 1999 года нёс священническое служение на приходе Вознесения Господня в селе Рокини Луцкого района Волынской области.
15 ноября 1999 года, по благословению митрополита Иакова (Панчука), перешёл в клир Киевской епархии для продолжения своего обучения на стационарном отделении Киевской православной богословской академии. Патриархом Филаретом (Денисенко) был принят в клир Киевской епархии и назначен настоятелем прихода Святого Иоанна Златоуста в селе Пивни Фастовского района Киевской области. 18 апреля 2002 года был назначен штатным священником Покровского храма на Соломенке в Киеве.
В июне 2003 года окончил Киевскую православную богословскую академию, получив степень кандидата богословских наук, защитив диссертацию «Зовнішня діяльність Російського Святійшого Синоду наприкінці XIX — початку ХХ століття» («Внешняя деятельность Российского Святейшего Синода в конце XIX — начале XX века»).
26 августа 2003 года наместником Михайловского Златоверхого монастыря в Киеве архиепископом Переяслав-Хмельницким Димитрием (Рудюком) был пострижен в монашество с именем Фёдор и был зачислен в число братии этого монастыря.
29 августа 2003 года был назначен помощником инспектора и преподавателем Киевской православной богословской академии, а 27 апреля 2004 года назначен на должность секретаря Учёного совета Киевской духовной академии и семинарии УПЦ КП.
10 марта 2005 года Священным синодом УПЦ КП был назначен Председателем Синодального управления по делам молодёжи.
9 марта 2006 указом патриарха Филарета (Денисенко) был назначен наместником Свято-Феодосиевского ставропигиального монастыря Киева и секретарём патриарха.
20 октября 2006 года решением Священного синода УПЦ КП был избран для рукоположения в сан епископа Полтавского и Кременчугского.
12 ноября 2006 года во Владимирском кафедральном соборе Киева был хиротонисан во епископа Полтавского и Кременчугского. Хиротонию совершили: Патриарх УПЦ КП Филарет (Денисенко), архиепископ Переяслав-Хмельницкий Димитрий (Рудюк), епископ Черкасский и Чигиринский Иоанн (Яременко), епископ Васильковский Феодосий (Пайкуш), епископ Тернопольский и Бучацкий Нестор (Пысык).
23 января 2012 года, указом патриарха Филарета возведён в достоинство архиепископа.
Весной 2014 года с несколькими единомышленниками основал на базе полтавского Успенского собора волонтерскую организацию «Полтавский батальон неравнодушных», которая занялась помощью украинском военным сначала в Крыму, а затем на Востоке Украины.
15 декабря 2018 года вместе со всеми другими архиереями УПЦ КП принял участие в объединительном соборе в храме Святой Софии.
5 февраля 2019 года митрополит Киевский и всея Украины Епифаний назначил владыку Федора в состав первого Священного синода Православной церкви Украины.
24 мая 2019 года решением Священного Синода ПЦУ назначен председателем Синодального управления по делам молодёжи.
2 февраля 2023 года Указом Блаженнейшего митрополита Киевского и всея Руси-Украины Епифания возведён в сан митрополита.

## Награды
государственные
- Орден «За заслуги» ІІ степени (Указ Президента Украины от 28 июня 2017[7])
- Орден «За заслуги» III степени (Указ Президента Украины от 22 июля 2008[8])
- Премия имени Панаса Мирного в номинации «Благотворительная и общественная деятельность» («за организацию оказания помощи участникам АТО», Полтавский областной совет, июнь 2015)

церковные
- Орден Святого Георгия Победоносца (14 декабря 2006)